# ベル 222

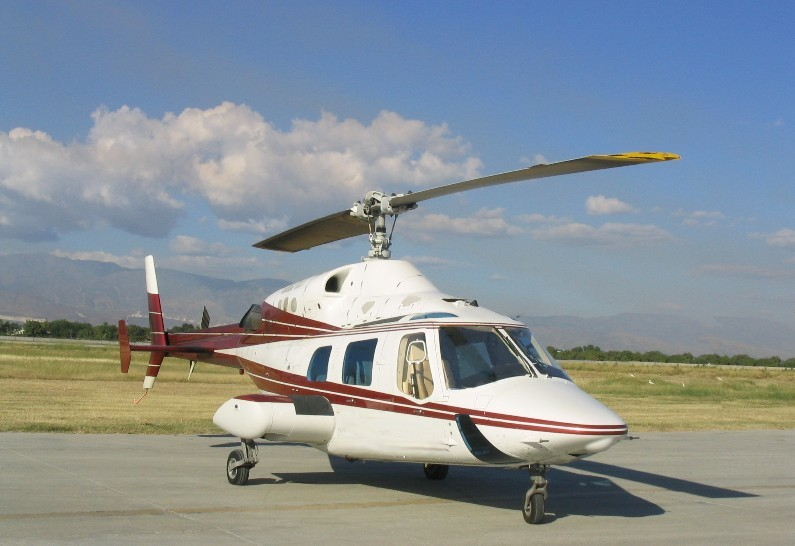
ベル 222A

ベル222 (Bell 222、222はトリプルツーと読む) はベル・ヘリコプターが開発したツインエンジン搭載の小型ヘリコプターである。ベル230はこのヘリコプターに違うエンジンをつけ、その他の機能を変えた改良型である。

## 開発
1974年、ベル・ヘリコプターはベル222という新製品の生産を発表した。ベル222は米国初のツインエンジンを搭載した小型商用ヘリコプターとなった。
ベル222は二重の油圧及び電気システムや引き込み式の車輪を収納する短翼、そして214STのために開発されたノダ・マティック製振動軽減装置などといった、進歩した機能を数多く装備したヘリコプターだった。
1976年8月13日初飛行、1979年12月に形式証明が与えられ、1980年初頭には生産・販売が開始された。
メインローターの直径を大きくしてよりパワフルになったベル222Bは1982年に販売開始され、ベル222Bをベースに降着装置を引き込み式車輪からスキッドに変更したベル222UT(Utility Twin)が1983年に開発された。
ベル222の改良型がベル230で、LTS101型エンジンがアリソン250ターボシャフトエンジンに変更されるといった改良がなされている。ベル230型のプロトタイプとしてのベル222の地味な初飛行は1991年8月12日。
トランスポート・カナダは1992年3月に資格を与え、その年の11月にベル230の生産が始められた。ベル230はオプションでスキッド式とタイヤ式の着陸装置が選択できた。
1995年、38機生産されたところでベル230の生産は終了され、ベル・ヘリコプターのラインナップによって、より大きくて力強いベル430の生産が開始された。

## 設計
ベル222及びベル230は通常、パイロットが1名搭乗可能（オプションで操縦席を2つにすることも可能）。
法人・行政・緊急医療、及び有用性のある運搬事業のために配置することができる。
このヘリコプターには4列座席があり、パイロットも入れて8人まで乗ることができる。
メインキャビンを動かして座席をトランプのクラブの形をした配列にすることもできる。.

### 動力
エンジン出力は9598RPMにおいて100%とされている。
エンジンからの出力は2つの独立したドライブシャフトによってトランスミッションへ接続されている。
ベル222のLSTエンジンの排気筒はエンジン後方にあるが、ベル230のアリソン製エンジンの排気筒はカウリングの高位置に存在する。

### ローターシステム
行動力の半分固定された2枚の羽が、下から吊られた状態でメインローターにエネルギーを与える。
ローター・ヘッドは、ハブ・スプリング、フラッピングおよびピッチ変更ベアリングのためにエラストメリック・ベアリングを組込んでいる。
このシステムは、AH-1コブラに使用されているものと似ている。エンジンスピード100%のときのローターの速度は348RPMである。ベル222シリーズの全てのモデルは、テイルブームの左側につけられた、3396RPMで回転する推進式の2枚のテイルローターを組み込んでいる。

## 形式

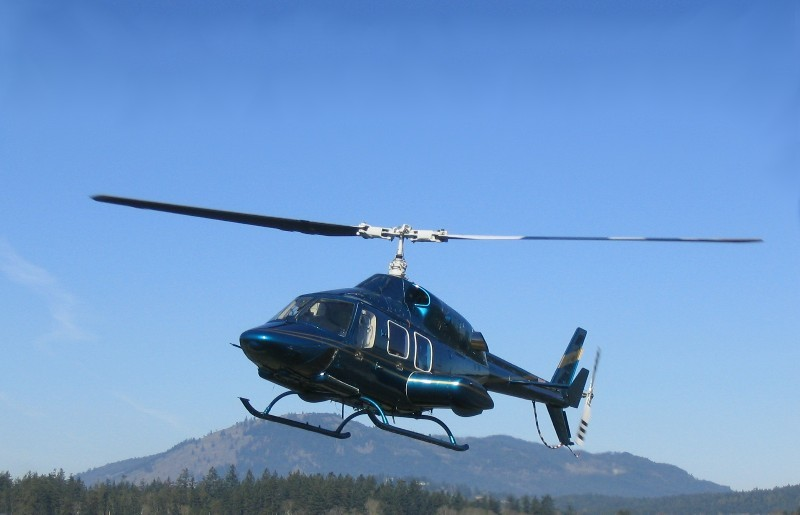
ベル222U

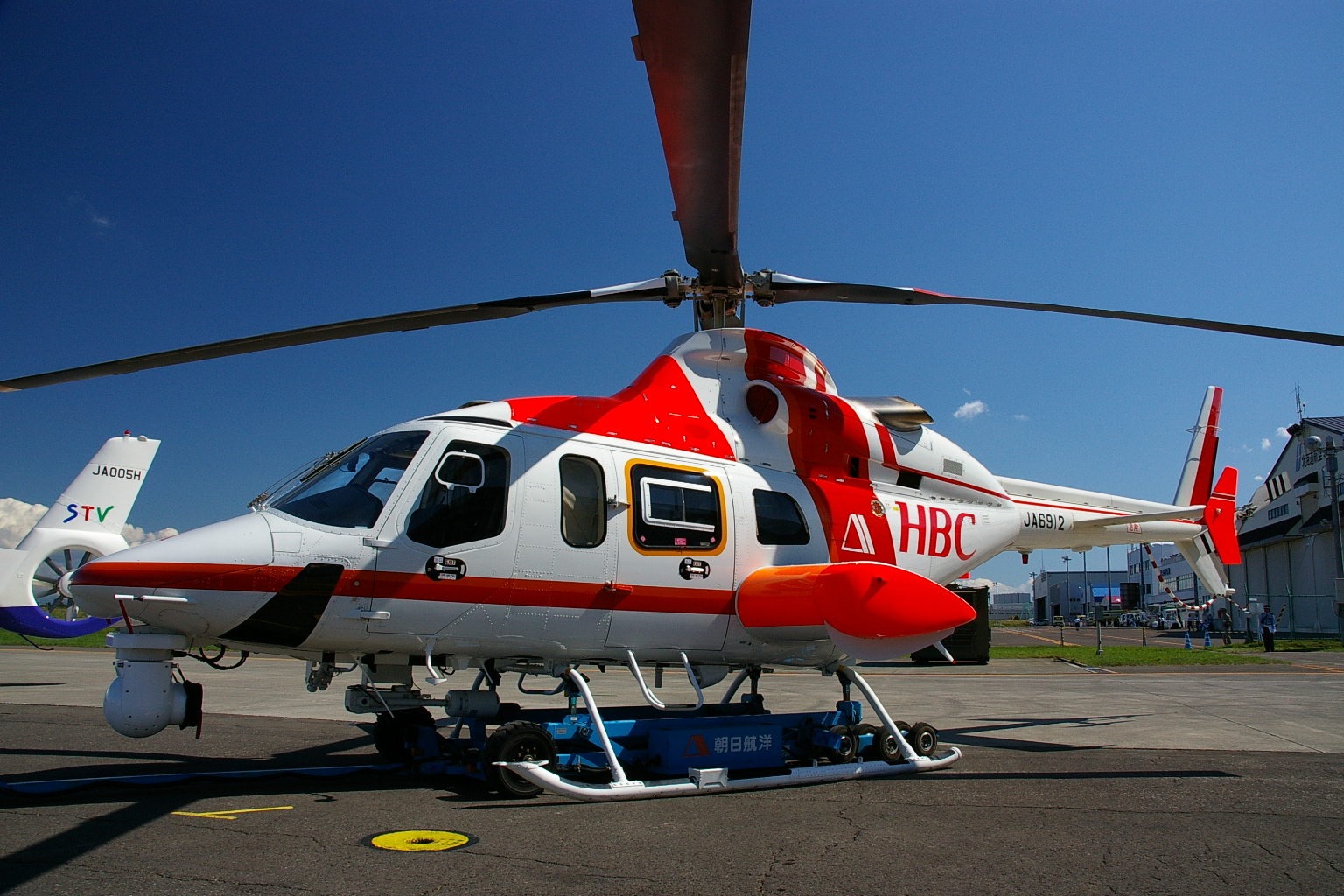
HBC北海道放送の報道機として運用されているJA6912 運航は朝日航洋

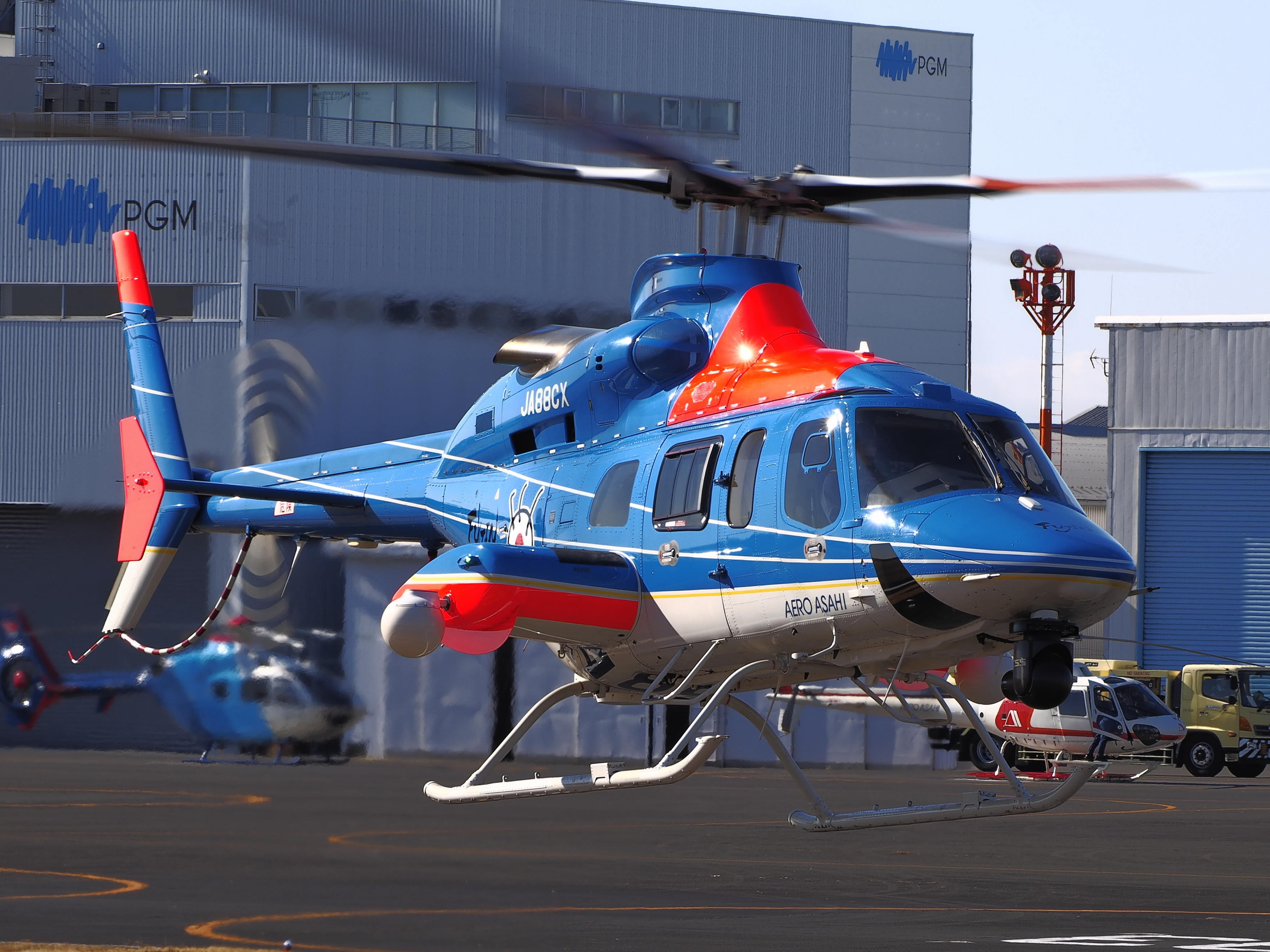
朝日航洋が運航しフジテレビの報道機として運用されるJA88CX

ベル222
ベル222のオリジナルモデル。強化改良型のベル222Bと区別するために、ベル222Aと呼ばれることもある。2つのハネウェル製（かつてはライカミング製だった）LTS-101-650C-3ターボシャフトが動力源となっている。(離陸時最大比率461kw、最大連続飛行比率441kW)
ベル222B
1982年開発。エンジンをハネウェル製（かつてはライカミング製だった）LTS-101-750Cに（離陸時比率505kW）、メインローターをより大きなものにした改良型。
ベル222UT
ベル222Bの降着装置を引き込み式車輪からスキッドに変更した型で、1983年に生産を開始した。
ベルD-292
Advanced Composite Airframe Program (ACAP)が概念計画を証明するために1985年、全合成LHXになったもの。ベルD-292はAvco Lycoming製のエンジンとトランスミッションを使用し、メインローターとテイルローターの羽の数をそれぞれ2枚にし、ベル222のローター・パイロンやテイルブーム、そして垂直安定板を使用した。新しいエアフレームは合金を使用し、より軽くて丈夫になっただけでなく、製造費や整備費が安く抑えられた。.
ベル230
1991年、ベル222Bのデザインが一新され、力強いエンジンが加わり、ベル230と名前を変えた。1995年に生産終了。
ベル230エグゼクティブ
要人輸送用
ベル230ユーティリティー
一般輸送用
ベル230EMS
救急用で、担架が1つか2つ入っている。
ベル222SP
1990年代、多くのベル222はライカミング製エンジンに問題が確認されたため、市場後のSTCとしてベル230のアリソン製エンジンに変更し、ベル222SPと名を変えた。
ベル430
1995年、ベル230の拡大版、ベル430がつくられた。このタイプのヘリコプターは強力なエンジンを持ち、メインローターの羽は4枚になり、座席はもう一列追加された。

## スペック
| Model                                             | 222(A)                             | 222B                               | 222UT                              | 230                                |
| ------------------------------------------------- | ---------------------------------- | ---------------------------------- | ---------------------------------- | ---------------------------------- |
| 製造開始年                                        | 1974                               | 1982                               | 1982                               | 1990                               |
| 初飛行                                            | 1976年8月13日                      | 1982                               | 1983                               | 1991年8月12日                      |
| 保証月                                            | 1979年12月                         | 1982年8月                          | 1983年4月                          | 1992年3月                          |
| 配送開始                                          | 1980                               | 1982                               | 1983                               | 1992年11月                         |
| 座席数                                            | 2 (操縦士・副操縦士) + 5–6(乗組員) | 2 (操縦士・副操縦士) + 5–6(乗組員) | 2 (操縦士・副操縦士) + 5–6(乗組員) | 2 (操縦士・副操縦士) + 5–6(乗組員) |
| 高さ                                              | 11.68 ft (3.56 m)                  | 11.68 ft (3.56 m)                  | 12.17 ft (3.71 m)                  | 11.68 ft (3.56 m)                  |
| 機体の長さ                                        | 42.16 ft (15.10 m)                 | 42.16 ft (15.10 m)                 | 41.93 ft (15.78 m)                 | 42.26 ft (15.88 m)                 |
| ローター直径                                      | 40.0 ft (12.2 m)                   | 42.0 ft (12.80 m)                  | 42.0 ft (12.80 m)                  | 42.0 ft (12.80 m)                  |
| 全長                                              | 49.54 ft (15.1 m)                  | 50.26 ft (15.32 m)                 | 50.26 ft (15.32 m)                 | 50.26 ft (15.32 m)                 |
| エンジン(2x)                                      | ライカミング LTS-101-650C-3        | ライカミング LTS-101-750C          | ライカミング LTS-101-750C          | ロールス・ロイス 250-C30G/2        |
| 火力 (2x)                                         | 618 hp (461 kW)                    | 680 hp (505 kW)                    | 680 hp (505 kW)                    | 700 hp (520 kW)                    |
| 最大速度                                          | 130 kt=M0.20 (149 mph, 240 km/h)   | 135 kt=M0.20 (155 mph, 250 km/h)   | 135 kt=M0.20 (155 mph, 250 km/h)   | 140 kt=M0.21 (161 mph, 260 km/h)   |
| 上昇率                                            | 1,580 ft/min (8.03 m/s)            | 1,730 ft/min (8.79 m/s)            | 1,730 ft/min (8.79 m/s)            | ~1,600 ft/min (8.13 m/s)           |
| 通常時の最大飛行可能高度                          | 12,800 ft (3,901 m)                | 15,800 ft (4,816 m)                | 15,800 ft (4,816 m)                | 15,500 ft (4,724 m)                |
| 最大ホバリング可能高度                            | ~9,000 ft (2,743 m)                | 10,300 ft (3,139 m)                | 10,300 ft (3,139 m)                | 12,400 ft (3,780 m)                |
| 燃料制限                                          | 188+48 US gal (710+182 L)          | 188+48 US gal (710+182 L)          | 188+122 US gal (710+460 L)         | 188+ US gal (710+ L)               |
| 範囲                                              | 324 nmi (372 mi, 600 km)           | 378 nmi (434 mi, 700 km)           | 386 nmi (559 mi, 900 km)           | 378 nmi (434 mi, 700 km)           |
| 荷物を除いた重量                                  | 4,555 lb (2,066 kg)                | 4,577 lb (2,076 kg)                | 4,537 lb (2,058 kg)                | 5,097 lb (2,312 kg)                |
| 離陸における持続可能な最大重量                    | 7,848 lb (3,560 kg)                | 8,250 lb (3,742 kg)                | 8,250 lb (3,742 kg)                | 8,400 lb (3,810 kg)                |
| シリアルナンバー                                  | 47001 – 47099 †                    | 47131 – 47156                      | 47501 – 47574                      | 23001 – 23038                      |
| † 最初の5つはプロトタイプ及びテストモデルである。 |                                    |                                    |                                    |                                    |

ソース: 

## 登場作品
『超音速攻撃ヘリ エアーウルフ』
アメリカのテレビドラマ。作中に登場する架空の戦闘ヘリコプター、「“エアーウルフ”号」はベル222Aをベースとして制作されている。
『天使と悪魔』
アメリカの映画。終盤でカメルレンゴが操縦する。
「キラッとプリ☆チャン」
4話から緑川さらが乗ったヘリコプターとして登場、尾翼の部分がペネストロンで、コックピットの扉にハート型の窓がある。